# مجال التطبيقات
يُقصد بالمجال في هندسة البرمجيات هو مجموعة من أنظمة البرامج لها صلة ببعضها البعض وتشترك في تصميم معين. يمكن تحديد المجالات على النحو التالي:
- مجال التطبيقات.
- مجال الأعمال.
- مجال برامج الأعمال.
- مجال التطبيقات البرمجية المكثفة.
- مجال التطبيقات حيث تم بناء أنظمة برمجية مشابهة.

ويُطلق على العملية التحليلية للمجال عملية تحليل المجال.